# Nepytia freemani
Nepytia freemani là một loài bướm đêm thuộc họ Geometridae. Nó được tìm thấy ở Nam British Columbia và cực tây nam của Alberta phía nam đến Washington, Idaho, Montana và Utah.

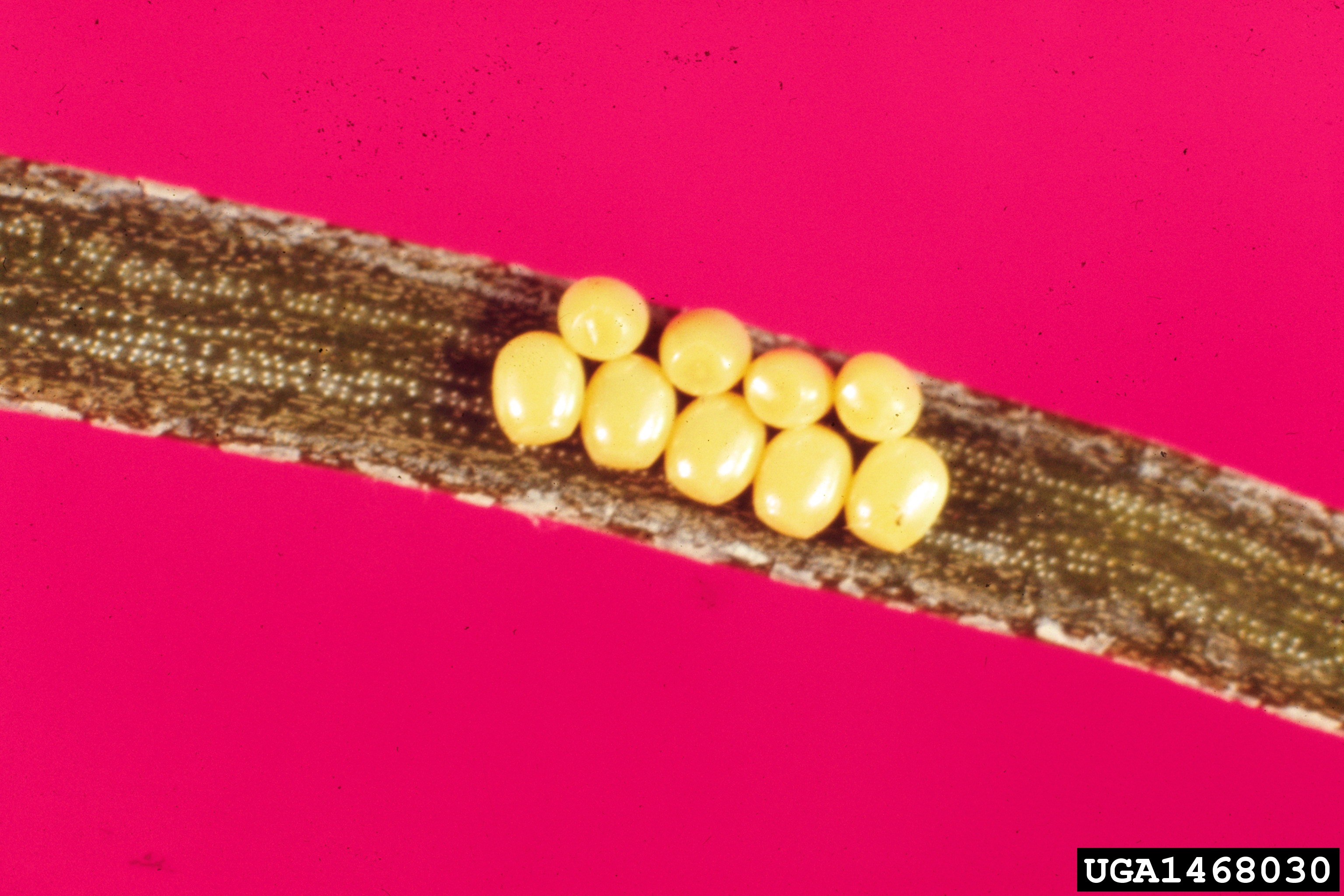
Trứng

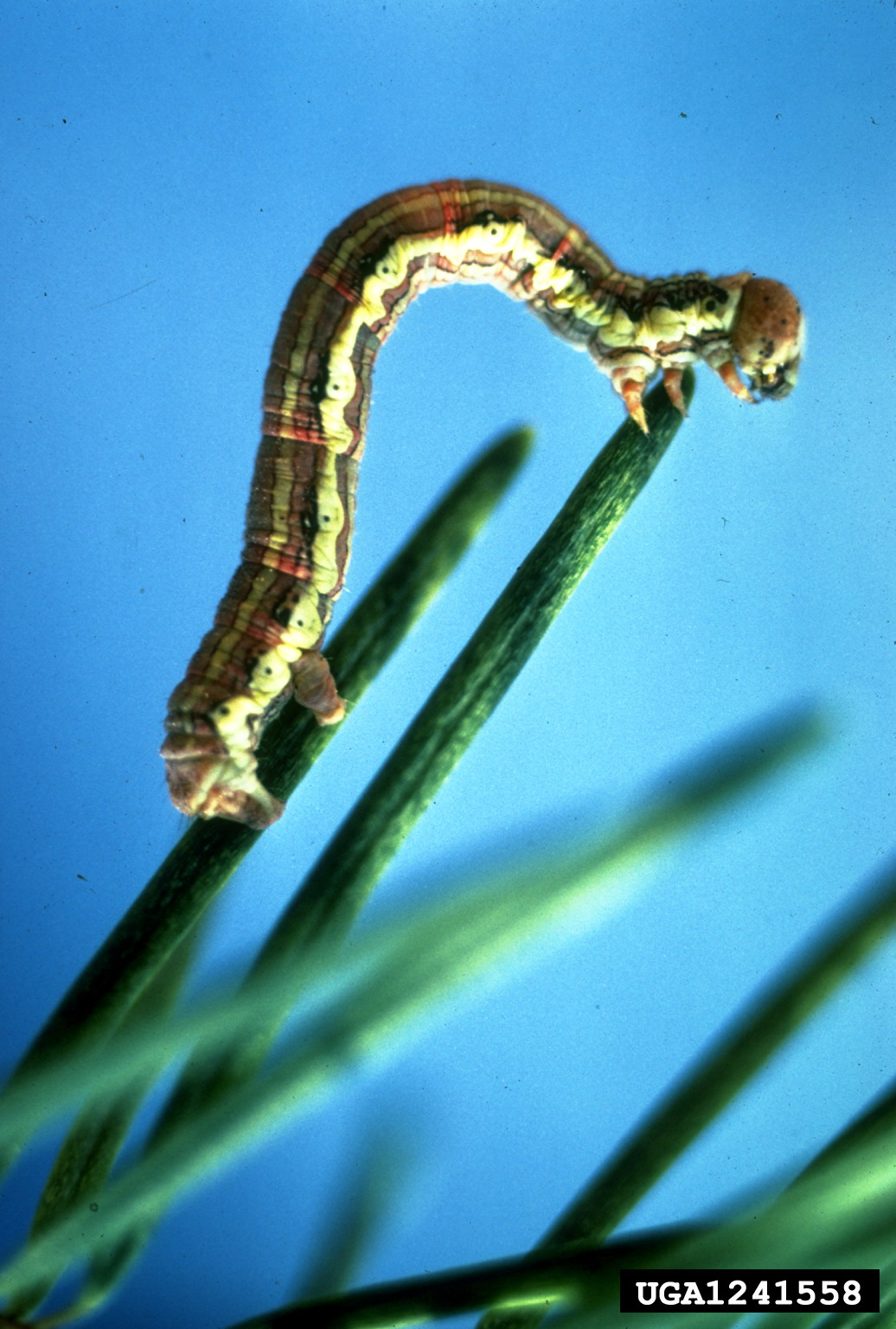
Sâu bướm

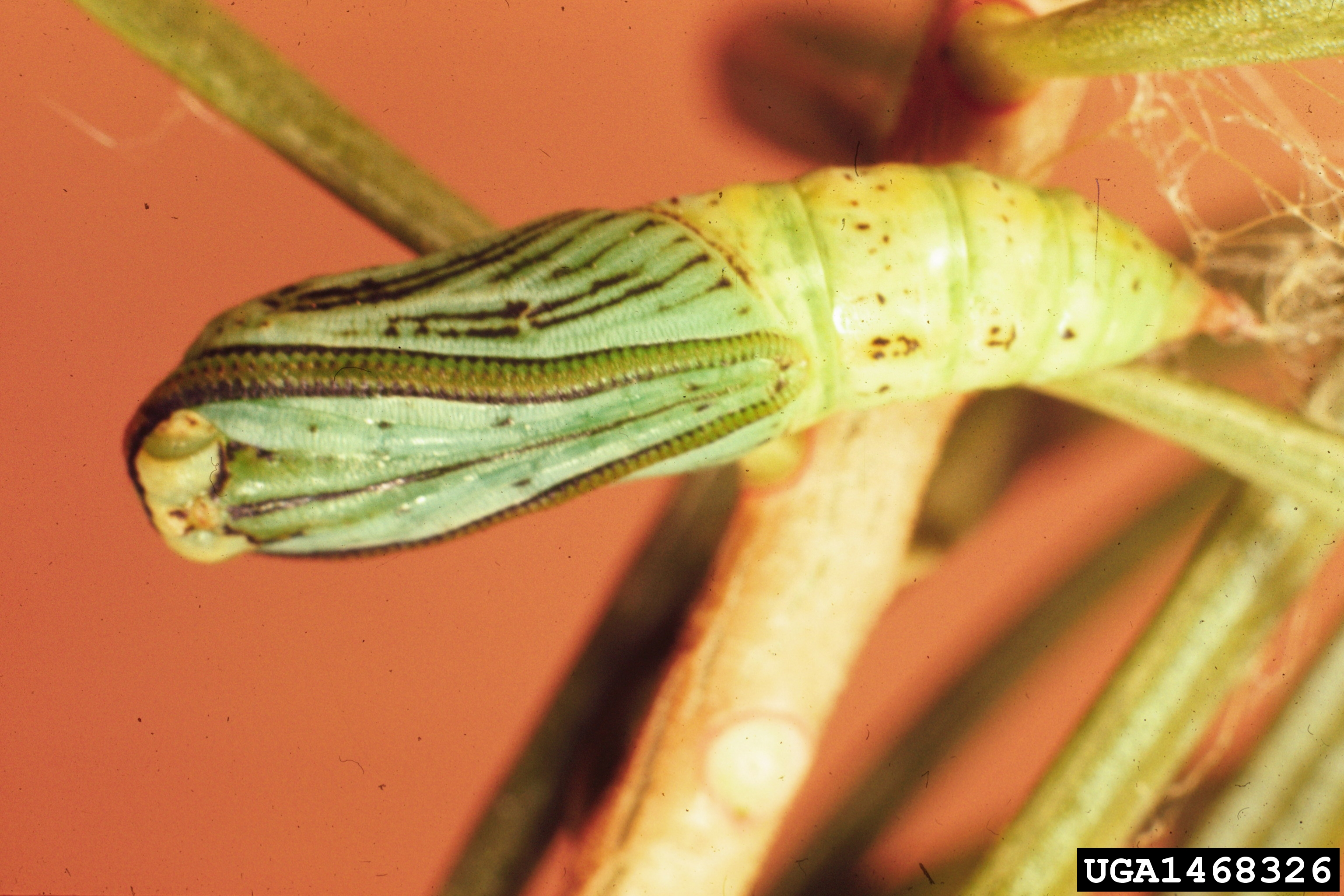
Nhộng

Sải cánh dài khoảng 21 mm. Con trưởng thành bay từ tháng 8 đến tháng 10 tùy theo địa điểm.
Ấu trùng ăn nhiều loài thông khác nhau.